# تورگوت‌ریس
تورگوت‌ریس (به ترکی استانبولی: Turgutreis) شهری است در کشور ترکیه که در استان موغله واقع شده‌است. جمعیت این شهر بر اساس سرشماری سال ۲۰۰۸ میلادی ۱۵٬۴۹۱ نفر و بر اساس برآوردهای سال ۲۰۰۹ میلادی ۱۸٬۳۶۹ نفر می‌باشد.